# Kaous
Kaous (în arabă قاوس) este o comună din provincia Jijel, Algeria.
Populația comunei este de 26.137 de locuitori (2008).